# Balera caraguatae
Balera caraguatae är en insektsart som beskrevs av Young 1957. Balera caraguatae ingår i släktet Balera och familjen dvärgstritar. Inga underarter finns listade i Catalogue of Life.